# Амендола, Уго
Уго Амендола (итал. Ugo Amendola; 28 августа 1917 — 20 февраля 1995) — итальянский композитор.
Окончил Венецианскую консерваторию как пианист (1938) у Джино Тальяпьетры, затем как композитор (1946) у Габриэле Бьянки; учился также дирижёрскому мастерству у Германа Шерхена.
Автор симфонии для струнного оркестра, двух фортепианных концертов, семи фортепианных сонат, струнного квартета (первая премия Национального конкурса квартетов в Милане, 1948), другой камерной и вокальной музыки, а также упражнений, этюдов, сольфеджио; премьера последнего сочинения Амендолы, Концерта для гобоя и фагота с оркестром, состоялась в театре Ла Фениче 21 мая 1994 г. С 1951 г. преподавал в Венецианской консерватории, в 1973—1985 гг. её директор.